# 대한민국 제21대 대통령 선거 대구광역시
이 문서는 대한민국 제21대 대통령 선거의 대구광역시 지역 개표 결과이다.

## 개표 결과

### 중구
|  | 64.98% |

|  | 23.92% |

|  | 10.16% |

|  | 0.85% |

|  | 0.07% |

### 동구
|  | 66.88% |

|  | 24.11% |

|  | 8.15% |

|  | 0.75% |

|  | 0.08% |

### 서구
|  | 73.47% |

|  | 19.19% |

|  | 6.63% |

|  | 0.59% |

|  | 0.10% |

### 남구
|  | 69.80% |

|  | 21.91% |

|  | 7.42% |

|  | 0.76% |

|  | 0.08% |

### 북구
|  | 66.43% |

|  | 24.03% |

|  | 8.61% |

|  | 0.82% |

|  | 0.09% |

### 수성구
|  | 66.99% |

|  | 23.08% |

|  | 9.04% |

|  | 0.80% |

|  | 0.07% |

### 달서구
|  | 68.01% |

|  | 22.90% |

|  | 8.24% |

|  | 0.75% |

|  | 0.07% |

### 달성군
|  | 65.44% |

|  | 25.60% |

|  | 8.09% |

|  | 0.77% |

|  | 0.08% |

### 군위군
|  | 80.83% |

|  | 14.84% |

|  | 3.82% |

|  | 0.41% |

|  | 0.07% |

## 전체 결과
|  | 67.62% |

|  | 23.22% |

|  | 8.29% |

|  | 0.76% |

|  | 0.08% |

국민의힘 김문수 후보가 67.62%의 득표율을 기록하면서 대구광역시에서 승리를 거두었다. 이로써 국민의힘은 보수 우세지역인 대구광역시에서의 강세를 이어나가게 되었다.
더불어민주당 이재명 후보는 23.22%의 득표율로 2위를 차지했다. 이재명 후보는 약세 지역임에도 지난 대선 당시와 비교하여 2%p 가량 득표율이 증가하였다.
개혁신당 이준석 후보는 8.29%의 득표율을 기록했다.

### 주요 후보 결과
| 지역   | 이재명 | 이재명 | 김문수  | 김문수 | 이준석 | 이준석 |
| 지역   | 득표수 | 득표율 | 득표수  | 득표율 | 득표수 | 득표율 |
| ------ | ------ | ------ | ------- | ------ | ------ | ------ |
| 중구   | 16,317 | 23.92% | 44,323  | 64.98% | 6,934  | 10.16% |
| 동구   | 57,694 | 24.11% | 160,000 | 66.88% | 19,509 | 8.15%  |
| 서구   | 21,840 | 19.19% | 83,588  | 73.47% | 7,554  | 6.63%  |
| 남구   | 20,940 | 21.91% | 66,687  | 69.80% | 7,096  | 7.42%  |
| 북구   | 68,670 | 24.03% | 189,776 | 66.43% | 24,603 | 8.61%  |
| 수성구 | 65,324 | 23.08% | 189,622 | 66.99% | 25,604 | 9.04%  |
| 달서구 | 83,001 | 22.90% | 246,446 | 68.01% | 29,887 | 8.24%  |
| 달성군 | 42,728 | 25.60% | 109,225 | 65.44% | 13,515 | 8.09%  |
| 군위군 | 2,616  | 14.84% | 14,246  | 80.83% | 674    | 3.82%  |

국민의힘 김문수 후보가 모든 지역에서 60%가 넘는 득표율을 기록하면서 대구광역시 내 모든 지역에서 승리를 거두었다. 특히 경상북도에서 대구광역시로 편입된 군위군에서는 80%가 넘는 득표율을 기록하였다. 
더불어민주당 이재명 후보는 서구와 군위군을 제외한 모든 지역에서 20%가 넘는 득표율을 기록했다. 달성군에서는 25%가 넘는 득표율을 기록하기도 했다.
개혁신당 이준석 후보는 중구에서 10%가 넘는 득표율을 기록했으나 서구에서는 상대적으로 낮은 득표율을 기록했으며 군위군에서는 3%대의 득표율에 머무르면서 부진했다.

## 같이 보기
- 대한민국 제21대 대통령 선거